# 하플로그룹
하플로그룹(Haplogroup, 그리스어: απλούς, haploûs, "한겹의, 단일의, 단순한")은 분자 진화 연구에서 단일 핵산염기 다형현상(SNP, Single Nucleotide Polymorphism) 변이로 공유하는 유사한 하플로타입(Haplotype)의 집단이다. 하플로그룹은 유사한 하플로타입들로 이루어져 있기 때문에 하플로타입으로부터 하플로그룹의 예측이 가능하다. 또한 SNP 테스트는 하플로그룹을 확인할 수 있다. 하플로그룹은 알파벳을 매기고 또한 분화한 것은 추가적인 숫자와 알파벳의 조합으로 이루어져 있다. 예를 들면 R1b1같은 것이다. Y-염색체와 미토콘드리아 DNA 하플로그룹은 서로 다른 하플로그룹의 명칭을 가지고 있다. 하플로그룹은 수만 년을 거슬러 올라가 모든 인류가 초기에는 아프리카 북부에서 시작되었다는 것과 관련되어 진다. Y 하플로그룹은 수 많은 DNA 유전자 중에 하나이며 Y 하플로그룹으로 인종과 혈통을 구분할 수는 없다. 왜냐면 Y 하플로그룹의 분화는 20만년 전 호모 사피엔스(Homo sapiens)가 아프리카에서 대륙간에 이동하는 시기인 매우 일찍부터 일어났으며 인류의 문명이 시작되기 훨씬 전인 16~6만년 전부터 분화가 되었기 때문이다.
또한 동아시아의 경우 C 하플로가 아프리카를 먼저 출발하여 아시아 대륙의 북쪽으로 북상하였고 O는 C 다음에 아프리카에서 아시아대륙으로 북상하였다. 예를 들어 한국인의 경우 전체 DNA는 몽골인과 일본인에 매우 가깝지만 Y 하플로그룹인 C는 적은 편이다. 한국인은 전체 DNA 유전자가 몽골인과 일본인에 매우 가깝고 중국인하고는 매우 다르다는 유전자 연구 결과로 밝혀졌다.
황하문명의 중국계인 O2a와 다르게 OM-122(O2,구O3)의 원류로 보이는 퉁구스족은 중국으로 이동하였고 북위, 청나라 등 퉁구스계 국가에 의해 중국에는 OM-122가 O2a보다 숫자가 많아졌지만, 다른 퉁구스족인 니브히족과 오로첸족의 경우 아프리카에서 O 그룹보다 먼저 아시아 대륙으로 북상한 고아시아 인종인 C 하플로그룹이 많은 시베리아와 북부 몽골 지역에 고립되어 C와 융합되면서 C2의 빈도가 높아졌다. 중국에서는 미토콘드리아 하플로 또한 퉁구스계에서 주로 보이는 D의 인구가 가장 많다. Y 하플로는 신분에 차이와 관계가 없으며 인류가 살고있는 지역마다 어느 하플로그룹이 자연적으로 여성보다 남성을 더 많이 출산하는가에 변화할 수 있다. 또한 근대에서 지배민족이 더 많았으나 현대의 농업인구의 인구폭발로 인해 노동력을 훨씬 중시하는 하층민의 Y하플로 그룹이 기하급수적으로 늘어나는 경우도 많다. 원래 Y 하플로그룹의 게놈지도는 몇 만년 전부터 인류가 아프리카에서부터 출발하여 대륙간에 이동을 했다는 것을 증명하기 위해 실행된 연구된 DNA 중 하나이지만 동아시아에서는 Y 하플로그룹을 인종과 혈통의 구분으로 잘못 알려진 경우가 있다.
인류유전학(Human Genetics)에서 가장 많이 연구되는 하플로그룹은 Y-염색체 DNA 하플로그룹과 미토콘드리아 DNA(mtDNA) 하플로그룹으로 인구 이동에 대해 알아보는 것에 사용될 수 있다. Y-DNA는 부계로 남녀에게 전달되며, 반면에 mtDNA는 모계로 남녀에게 통해서만 전달된다. 그러므로 Y-DNA와 mtDNA는 부계 모계의 유전자 물질 사이에서 혼합없이 대대로 우연히 변이 변화하며 서로 어느 것도 유전자 재조합(Genetic Recombination)이 되지 않는다.

## 하플로그룹의 구조

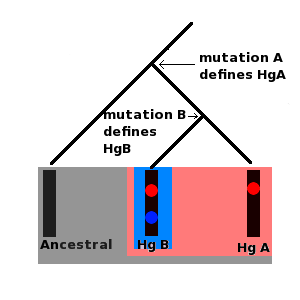
원형의 하플로그룹(Ancestral)
하플로그룹 A (Hg A)
하플로그룹 B (Hg B)이러한 분자의 모든 것은 원형의 하플로그룹의 일부지만 과거에 어느 시점부터 원형의 분자에 변이가 발생하여 생성된 새로운 계통이 변이 A이다. 이것이 하플로그룹 A이며 변이 A에 의해 정의된다. 과거에 어떤 더 최근의 시점에 하플로그룹 A를 갖는 사람에게 발생한 새로운 변이가 변이 B이며 변이 B는 하플로그룹 B로 정의된다. 하플로그룹 B는 하플로그룹 A의 하위집단 또는 하위분기군이며 하플로그룹 A와 B 모두는 원형의 하플로그룹의 하위분기군이다.

미토콘드리아는 인간의 몸 안에 세포가 있는 것과 같이 진핵세포의 안에 있는 세포질에 위치하는 작은 세포소기관이다. 주된 기능은 세포에 에너지를 공급하는 것이다. 미토콘드리아는 과거에 독립된 생명체였던 공생세균으로부터 유래하여 줄어든 것이라고 추측된다. 미토콘드리아가 과거에 독립된 생명체였다는 증거는 미토콘드리아 DNA(mtDNA)라고 하는 것이 그 구조가 진핵생물보다 세균에 더 가까운 각각의 원형 DNA를 포함한다는 것이다(진핵생물론 참고). 인간의 DNA의 압도적인 다수는 세포의 핵에 있는 염색체에 포함되어 있으나 mtDNA는 예외이다.
사람은 오직 모계에게서만 세포질과 세포소기관을 물려받는다. 이는 난자(난세포)로부터 비롯되는데, 정자는 운동성 유지의 필요성으로 인하여 염색체 DNA를 전달할 뿐이다. 그러므로 mtDNA 분자에서 변이가 일어나게 되면 변이는 직접적인 모계 남녀 모두의 자식에게 직계로 전달된다. 이러한 변이는 복제의 실수로부터 비롯되는데 DNA가 복제될 때 DNA 서열에서 단순한 실수가 일어날 수 있는데 이러한 단순한 실수를 단일 핵산염기 다형현상(Single Nucleotide Polymorphisms, SNPs)이라고 한다.
인간의 Y 염색체는 성 염색체이다. 비록 Y 염색체는 세포핵에 위치하여 있지만 단지 Y 염색체의 끝부분에 X 염색체가 재조합될 뿐이며 방대한 대다수의 Y 염색체(95%)는 재조합되지 않는다. 그러므로 Y 염색체와 mtDNA는 특정한 성질을 공유한다고 볼 수 있다.
여성의 X 염색체와 상 염색체 등 다른 염색체는 감수 분열(유성 생식을 목적으로 일어나는 세포 분열의 특별한 유형)을 하는 동안에 유전자 물질을 공유한다(재조합에 이르는 교차라고 한다). 이러한 염색체가 대대로 혼합되는 것은 그로 인하여 효과적으로 유전자 물질과 어떤 새로운 변이가 부모에게서 자식에게로 무작위로 전달되는 것을 의미한다. Y 염색체와 mtDNA 모두 나타내는 특징은 변이가 양쪽 분자의 어떤 분절과 함께 축적된다는 것과 이러한 변이는 DNA가 있는 곳에 변함없이 유지된다는 것이다. 그러므로 또한 이러한 변이의 역사적인 변천 과정을 추측할 수 있다. 예를 들어 만약에 10개의 Y 염색체(각각의 다른 10명의 남성으로부터 비롯된)가 어떤 변이 A에 포함된다고 가정하자. 그러나 이 염색체 중에 5개는 두 번째 변이 B에 포함된다. 그렇다면 변이 B는 변이 A의 이후에 발생하는 경우가 될 수 밖에 없다. 남성은 단일한 하플로그룹의 유형인 변이 A를 가지며 또한 이 하플로그룹의 일부인 변이 B를 갖는다. 그러나 또한 변이 B는 오직 변이 A가 갖지 못하는 것을 갖는 남성이 가진 더 최근의 하플로그룹(하위집단 또는 하위분기군이라 한다)으로 정의된다. mtDNA와 Y 염색체 모두 계통과 하플로그룹으로 분류되며 이러한 것은 보통 도표와 같은 계층 구조형 자료로 나타낸다.

## 하플로그룹 집단유전학
이것은 일반적으로 현재까지 살아남은 것 또는 이에 대한 특정 하플로타입 변이를 위한 작은 자연 선택이 있다는 것을 전제로 한다. 그래서 변이율(어느 한 표지에서 각각 다를 수가 있다)이 떨어지는 경우는 집단유전학(Population Genetics)의 주된 요인에 영향을 미치고 이러한 집단의 하플로타입의 빈도를 유전적 부동(Genetic Drift)이라 한다. 유전적 부동의 무작위한 변이는 집단 구성원의 표본 무작위가 DNA의 전달을 적절한 성별의 다음 세대 구성원에게 일어나게 하는 원인이 된다.
이런 요인은 집단에 특정한 표지(Marker)의 분포를 계속 변동시키며 게다가 집단에서 100%까지 도달하게 하거나 완전히 도태되게 한다. 확연한 지리적인 차이와 특정한 하플로타입의 집단과 빈도를 보이므로 집단의 분리와 증가에 뒤이어 반복되는 인구 병목현상(Population Bottleneck)이나 창시자 효과(Founder Effect)의 뚜렷한 효과를 보인다.
현재로부터 거슬러 올라갈 수 있는 계통은 오래된 집단 전체의 유전적 변화를 반영하지 않으며 유적적 부동은 변이형의 일부가 멸종한 것을 의미한다. 전체 Y-DNA와 mtDNA 서열 검사의 비용은 데이터의 이용도를 제한했으나 그 비용은 지난 10년동안 극적으로 낮아졌다. 하플로타입의 기원 연대와 현재 지리적인 분포는 모두 상당한 오차와 불확실성을 갖고 있다. 이것은 특히 기원 연대에 대하여 많은 집단유전학자들은 아직도 계속(비록 조금씩 줄여가고 있지만) 오차에 반대하는 DNA 계보학자들로부터 심하게 비판받는 "Zhivotovski법"을 쓰기 때문에 골칫거리이다.

## 인류 Y-염색체 DNA 하플로그룹
인류 Y 염색체 DNA(Y-DNA) 하플로그룹은 A부터 T까지 알파벳을 매기며 추가로 숫자와 소문자 알파벳을 사용하여 세분화한다. Y 염색체 하플로그룹의 명칭은 Y 염색체 컨소시엄(Y Chromosome Consortium)에 따라 명명되었다. Y-DNA 하플로그룹의 계보는 국제 유전계보학회(International Society of Genetic Genealogy, ISOGG) 웹 사이트에 최신 버전이 업데이트되고 있다.
| 인류 Y-염색체 DNA (Y-DNA) 하플로그룹 계보                         |               |     |       |       |       |      |      |    |    |    |    |    |    |    |    |    |    |    |   |   |     |     |     |     |    |    |   |   |    |    |        |        |        |        |        |        |        |        |        |        |  |  |  |
|                                                                   | Y-염색체 아담 |     |       |       |       |      |      |    |    |    |    |    |    |    |    |    |    |    |   |   |     |     |     |     |    |    |   |   |    |    |        |        |        |        |        |        |        |        |        |        |  |  |  |
| A                                                                 |               |     |       |       |       |      |      |    |    |    |    |    |    |    |    |    |    |    |   |   |     |     |     |     |    |    |   |   |    |    |        |        |        |        |        |        |        |        |        |        |  |  |  |
|                                                                   |               | A1b | A1a-T | A1a-T | A1a-T |      |      |    |    |    |    |    |    |    |    |    |    |    |   |   |     |     |     |     |    |    |   |   |    |    |        |        |        |        |        |        |        |        |        |        |  |  |  |
|                                                                   |               |     | A1a   | A1a   | A1a   | A2-T | A2-T |    |    |    |    |    |    |    |    |    |    |    |   |   |     |     |     |     |    |    |   |   |    |    |        |        |        |        |        |        |        |        |        |        |  |  |  |
|                                                                   |               |     |       |       |       | A2   | A3   | A3 | BT | BT | BT |    |    |    |    |    |    |    |   |   |     |     |     |     |    |    |   |   |    |    |        |        |        |        |        |        |        |        |        |        |  |  |  |
|                                                                   |               |     |       |       |       |      |      |    | B  | B  | B  | CT | CT |    |    |    |    |    |   |   |     |     |     |     |    |    |   |   |    |    |        |        |        |        |        |        |        |        |        |        |  |  |  |
|                                                                   |               |     |       |       |       |      |      |    |    |    |    |    | DE | DE | CF | CF | CF | CF |   |   |     |     |     |     |    |    |   |   |    |    |        |        |        |        |        |        |        |        |        |        |  |  |  |
|                                                                   |               |     |       |       |       |      |      |    |    |    |    |    | D  | E  |    | C  | C  | F  | F | F |     |     |     |     |    |    |   |   |    |    |        |        |        |        |        |        |        |        |        |        |  |  |  |
|                                                                   |               |     |       |       |       |      |      |    |    |    |    |    |    |    |    |    |    | G  | H | H | IJK | IJK | IJK | IJK |    |    |   |   |    |    |        |        |        |        |        |        |        |        |        |        |  |  |  |
|                                                                   |               |     |       |       |       |      |      |    |    |    |    |    |    |    |    |    |    |    |   |   |     |     | IJ  | K   | K  | K  | K | K | K  | K  | K      | K      | K      |        |        |        |        |        |        |        |  |  |  |
|                                                                   |               |     |       |       |       |      |      |    |    |    |    |    |    |    |    |    |    |    |   |   |     | I   | I   | J   | J  |    |   |   | LT | LT | K(xLT) | K(xLT) | K(xLT) | K(xLT) | K(xLT) | K(xLT) | K(xLT) | K(xLT) | K(xLT) | K(xLT) |  |  |  |
|                                                                   |               |     |       |       |       |      |      |    |    |    |    |    |    |    |    |    |    |    |   |   |     | I1  | I2  |     | J1 | J2 |   | L | T  |    | M      | NO     | P      | S      |        |        |        |        |        |        |  |  |  |
|                                                                   |               |     |       |       |       |      |      |    |    |    |    |    |    |    |    |    |    |    |   |   |     |     |     |     |    |    |   |   |    |    |        |        | O      | N      |        | Q      | R      |        |        |        |  |  |  |
|                                                                   |               |     |       |       |       |      |      |    |    |    |    |    |    |    |    |    |    |    |   |   |     |     |     |     |    |    |   |   | O1 | O1 | O2     | O2     | O2     |        | R1     | R1     | R2     |        |        |        |  |  |  |
|                                                                   |               |     |       |       |       |      |      |    |    |    |    |    |    |    |    |    |    |    |   |   |     |     |     |     |    |    |   |   |    |    | O1a    | O1a    | O1a    | O1b    |        | R1a    | R1b    |        |        |        |  |  |  |
|                                                                   |               |     |       |       |       |      |      |    |    |    |    |    |    |    |    |    |    |    |   |   |     |     |     |     |    |    |   |   |    |    | O1b1   | O1b1   | O1b1   | O1b2   | O1b2   | O1b2   | O1b2   |        |        |        |  |  |  |
| 인구에 따른 Y 염색체 하플로그룹 · 역사적 인물들의 하플로그룹 목록 |               |     |       |       |       |      |      |    |    |    |    |    |    |    |    |    |    |    |   |   |     |     |     |     |    |    |   |   |    |    |        |        |        |        |        |        |        |        |        |        |  |  |  |

Y-염색체 아담은 모든 현생 인류의 아담이라는 남성에게 연구자들에 의해 주어진 이름이다.

## 인류 미토콘드리아 DNA 하플로그룹
인류 mtDNA 하플로그룹은 다음의 문자가 매겨진다. A, B, C, CZ, D, E, F, G, H, HV, I, J, pre-JT, JT, K, L, L0, L1, L2, L3, L4, L5, L6, M, N, P, Q, R, R0, S, T, U, V, W, X, Y, Z. mtDNA 하플로그룹의 계보는 Mannis van Oven의 PhyloTree 웹 사이트에 최신 버전이 업데이트되고 있다.
| 인류 미토콘드리아 DNA (mtDNA) 하플로그룹 계보 |                       |      |      |      |      |      |      |      |      |      |      |      |      |      |    |    |        |        |   |   |   |   |   |   |   |  |   |   |   |   |  |  |  |  |    |    |    |
|                                               | 미토콘드리아 이브 (L) |      |      |      |      |      |      |      |      |      |      |      |      |      |    |    |        |        |   |   |   |   |   |   |   |  |   |   |   |   |  |  |  |  |    |    |    |
| L0                                            | L1–6                  | L1–6 | L1–6 | L1–6 | L1–6 | L1–6 | L1–6 | L1–6 | L1–6 | L1–6 | L1–6 | L1–6 | L1–6 | L1–6 |    |    |        |        |   |   |   |   |   |   |   |  |   |   |   |   |  |  |  |  |    |    |    |
| L0                                            | L1                    | L2   |      |      |      | L3   | L3   | L3   | L3   | L3   | L3   | L3   | L3   | L3   | L3 | L3 | L3     | L3     |   |   |   |   |   |   |   |  |   |   |   |   |  |  |  |  | L4 | L5 | L6 |
| L0                                            | L1                    | L2   | M    | M    | M    | M    | M    | M    | M    | N    | N    | N    | N    | N    | N  |    |        |        |   |   |   |   |   |   |   |  |   |   |   |   |  |  |  |  | L4 | L5 | L6 |
| L0                                            | L1                    | L2   | CZ   | CZ   | D    | E    | G    | Q    |      | O    | A    | S    | R    | R    | R  | R  | R      | R      | R | R | R | R | R | R | R |  | I | W | X | Y |  |  |  |  | L4 | L5 | L6 |
| L0                                            | L1                    | L2   | C    | Z    | D    | E    | G    | Q    | B    | O    | A    | S    | F    | R0   | R0 |    | pre-JT | pre-JT |   |   | P | P |   | U |   |  | I | W | X | Y |  |  |  |  | L4 | L5 | L6 |
| L0                                            | L1                    | L2   | C    | Z    | D    | E    | G    | Q    | B    | O    | A    | S    | F    | HV   | HV | JT | JT     | K      |   |   | P | P |   |   |   |  | I | W | X | Y |  |  |  |  | L4 | L5 | L6 |
| L0                                            | L1                    | L2   | C    | Z    | D    | E    | G    | Q    | B    | O    | A    | S    | F    | H    | V  | J  | T      | K      |   |   | P | P |   |   |   |  | I | W | X | Y |  |  |  |  | L4 | L5 | L6 |

미토콘드리아 이브는 모든 현생 인류의 부모인 이브라고 이름지어진 여성에게 연구자들에 의해 주어진 이름이다.

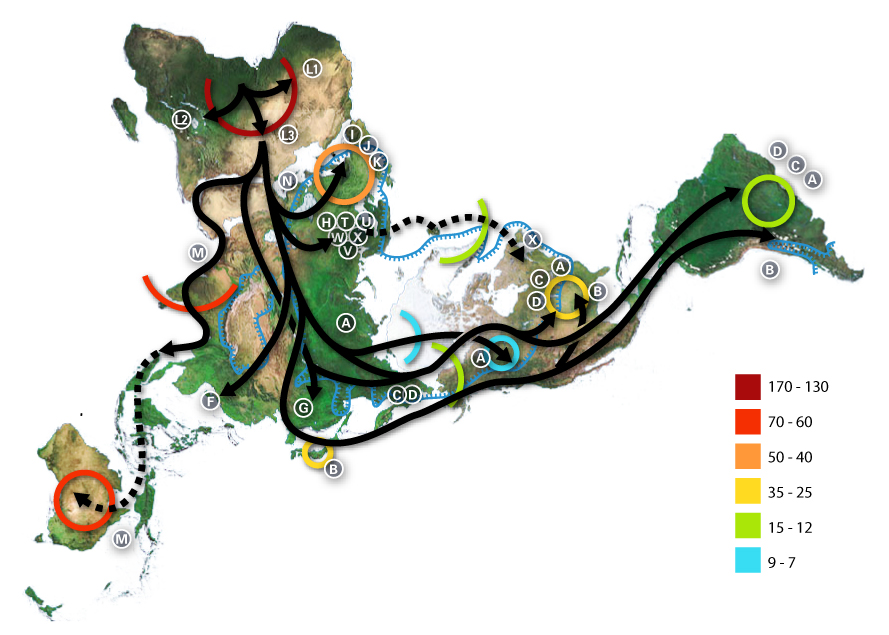
미토콘드리아 DNA에 따른 인류 이주의 지도. 문자는 하플로그룹을 나타내고 색상과 숫자는 연대를 나타낸다. (단위 : 1000년)

### 집단의 정의
하플로그룹은 유전 수 만년 전 아프리카에서의 이동과 지리적인 분포를 추측하는 데에 사용될 수 있다. 예를 들면 다음은 mtDNA 하플로그룹의 일반적인 구분이다.
- 아프리카인: L0, L1, L2, L3, L4, L5, L6
- 서유라시아인: H, T, U, V, X, K, I, J, W (서유라시아인의 모든 하플로그룹은 대형 하플로그룹 N에 속한다)[4]
- 동유라시아인: A, B, C, D, E, F, G, Y (하플로그룹 C, D, E, G는 대형 하플로그룹 M에 속한다)
- 아메리카 원주민: A, B, C, D, X
- 오스트랄로 멜라네시아인: P, Q, S

미토콘드리아 하플로그룹은 3개의 연속적인 문자 L, M, N의 명칭을 갖는 3개의 주요 집단으로 나뉜다. 인류는 L 집단내에서 L0과 L1-6으로 최초로 갈라진다. L1-6은 서로 다른 L 집단으로 갈라지는데 그 중 하나인 L3는 M과 N 집단으로 나뉜다. M 집단은 그림에 나오는 동쪽으로 가는 경로로 남부 해안 지역을 따라 아프리카 바깥 인류 이주의 첫 번째 물결이 된다.
하플로그룹 M에 속하는 집단은 동아프리카, 아시아, 아메리카, 멜라네시아 각지에서 발견되지만 유럽에서는 거의 발견된 적이 없다. N 집단은 그림에 나오는 동쪽이 아닌 북쪽으로 가는 다른 아프리카 바깥 이주 집단으로 볼 수 있다. 오랜 시간이 지나지 않아 이주 집단은 N 집단에서 대형 R 집단으로 나뉜다.
하플로그룹 R에 속하는 2개의 하위집단은 지리적인 분포를 기반으로 정의되는데 하나는 동남아시아와 오세아니아에서 발견되고 다른 하나에는 현대 유럽인 집단의 거의 전부가 속한다. 하플로그룹 N(xR)은 즉 N 집단에 속하지만 하위집단 R은 속하지 않은 mtDNA인데 오스트레일리아 원주민 집단의 전형이다. 반면에 또한 유라시아와 아메리카의 많은 집단에서도 낮은 빈도로 나타난다.

#### 하플로그룹 L에 속하는 집단
- 하플로그룹 L
  - 하플로그룹 L0
  - 하플로그룹 L1-6
    - 하플로그룹 L1
    - 하플로그룹 L2
    - 하플로그룹 L3
      - 하플로그룹 M
      - 하플로그룹 N

    - 하플로그룹 L4
    - 하플로그룹 L5
    - 하플로그룹 L6

#### 하플로그룹 M에 속하는 집단
- 하플로그룹 M
  - 하플로그룹 M1 에티오피아인, 소말리족과 인도인 집단. 홍해와 아덴만 사이의 좁은 해협으로 격리된 아프리카의 뿔과 아라비아 반도 사이에 많은 유전자 확산(Gene Flow)으로 인한 것일 가능성이 있다.
  - 하플로그룹 CZ 시베리아인
    - 하플로그룹 C 일부 아메리카 원주민
    - 하플로그룹 Z 사미인, 일부 한민족, 일부 중앙아시아인 집단

  - 하플로그룹 D 일부 아메리카 원주민, 시베리아인, 안다만 흑인, 일본인과 티베트인
  - 하플로그룹 E 말레이, 보르네오, 필리핀, 대만 원주민, 파푸아뉴기니
  - 하플로그룹 G  동북시베리아인, 동북아시아인과 중앙아시아인
  - 하플로그룹 Q 멜라네시아인, 폴리네시아인, 뉴기니인 집단

#### 하플로그룹 N에 속하는 집단
- 하플로그룹 N
  - 하플로그룹 A 일부 아메리카 원주민, 일본인과 한민족
  - 하플로그룹 I 북유럽과 동유럽에서 10%의 빈도
  - 하플로그룹 S 일부 오스트레일리아 원주민
  - 하플로그룹 W 일부 동유럽인, 남아시아인과 동남아시아인
  - 하플로그룹 X 일부 아메리카 원주민, 남시베리아인, 서남아시아인, 남유럽인
  - 하플로그룹 Y 니브히인과 아이누인, 시베리아 남부에서 1%의 빈도
  - 하플로그룹 R N 집단 내에서 발견되는 대형 집단이며 내부에서는 지리적으로 서유라시아와 동유라시아로 나뉜다. 거의 모든 오늘날 유럽인 집단과 중동 집단의 대다수는 이 계통에 속한다. 다른 N 집단에서는 적은 비율에 속한다.

#### 하플로그룹 R에 속하는 집단
- 하플로그룹 R
  - 하플로그룹 B 중앙아시아인, 한민족, 아메리카 원주민, 남시베리아인, 일본인, 오스트로네시아인
  - 하플로그룹 F 주로 동남아시아 특히 베트남, 크로아티아의 흐바르섬에서는 8.3%의 빈도[5]
  - 하플로그룹 R0 아라비아, 에티오피아인, 소말리족 이전에는 pre-HV
    - 하플로그룹 HV 유럽, 서아시아, 북아프리카
      - 하플로그룹 H
      - 하플로그룹 V

  - 하플로그룹 pre-JT 레반트(오늘날 레바논 지역)에서 발생, 베두인족 집단에서 25%의 빈도
    - 하플로그룹 JT 북/동유럽, 인더스, 지중해
      - 하플로그룹 J
      - 하플로그룹 T

  - 하플로그룹 P
  - 하플로그룹 U 유라시아 서부, 인도, 그리고 알제리에서 높은 빈도, 인도에서 발생하여 지중해와 나머지 유럽 전역까지; 이전에는 UK
    - 하플로그룹 K

## Y-DNA 하플로그룹과 mtDNA 하플로그룹 사이의 대응
Y-DNA 하플로그룹과 mtDNA 하플로그룹의 특정한 집합을 나타낸 집단과 특정 Y-DNA 하플로그룹과 mtDNA 하플로그룹의 대응 및 분포이다. 전부의 하플로 그룹이 조사되지 않은 한 이것은 바뀔 수 있다.
다음은 Y-DNA 하플로그룹과 mtDNA 하플로그룹 사이의 매우 대략적인 대응 관계이다.
| Y-DNA 하플로그룹                    | mtDNA 하플로그룹                                     | 지리적인 분포                             |
| ----------------------------------- | ---------------------------------------------------- | ----------------------------------------- |
| A                                   | L0                                                   | 아프리카 동부와 남부                      |
| B                                   | L1, L4                                               | 아프리카 동부와 중부                      |
| E                                   | L2, L3                                               | 아프리카 전역                             |
| D, O, N, C3                         | CZ/C/Z, D, G (M 집단) A, N9/Y (N 집단) B, F (R 집단) | 동아시아, 시베리아                        |
| K, M                                | B, P (R 집단) N, Q (M 집단)                          | 오세아니아                                |
| R, I, T, J, E (V13, M81, M123 표지) | R0, HV/H/V, JT/J/T, U/K (R 집단)                     | 유럽, 서아시아, 북아프리카, 아프리카의 뿔 |
| Q, C3                               | A, X (N 집단) C, D (M 집단)                          | 극동 시베리아, 아메리카                   |

## 같이 보기
- 국제 햅맵 프로젝트
- 분자진화
- 하플로타입
- 유전학
- *(하플로그룹)

## 참고 문헌
1. ↑  “Y 염색체 컨소시엄(Y Chromosome Consortium)”. 2017년 1월 16일에 원본 문서에서 보존된 문서. 2011년 7월 15일에 확인함.
2. ↑  국제 유전계보학회(International Society of Genetic Genealogy, ISOGG) Y-DNA 하플로그룹 계보
3. ↑  PhyloTree.org - 세계 인류 mtDNA 계보
4. ↑  Eva-Liis Loogväli et al., "Disuniting Uniformity: A Pied Cladistic Canvas of mtDNA Haplogroup H in Eurasia," Molecular Biology and Evolution Volume 21 Issue 11 (2004), pp. 2012~2021.
5. ↑  Helle-Viivi Tolk et al., "The evidence of mtDNA haplogroup F in a European population and its ethnohistoric implications," European Journal of Human Genetics Volume 9 Number 9 (2001), pp. 717~723.

### 공식
- (영어) 월드 패밀리 네트워크(World Families Network) 보관됨 2016-06-10 - 웨이백 머신
- (영어) 하플로그룹 닷컴(Haplogroups.com) 보관됨 2020-08-06 - 웨이백 머신
- (영어) 네셔널 지오그래픽 제노그래픽 프로젝트(The Genographic Project)
- (영어) 젠베이스(Genebase)

### 학술지
- (영어) 미국 국립 생명공학 정보 센터(National Center for Biotechnology Information, NCBI)
- (영어) 미국 인류유전학 저널(The American Journal of Human Genetics)
- (영어) 인류유전학 저널(Journal of Human Genetics)
- (영어) 유럽 인류유전학 저널(European Journal of Human Genetics)
- (영어) 게놈 리서치(Genome Research)
- (영어) 옥스포드대학교 저널 분자생물학과 진화(Molecular Biology and Evolution)
- (영어) 인류유전학 연보(Annals of Human Genetics)
- (영어) 미국 체질인류학 저널(American Journal of Physical Anthropology)

### 더 읽을 거리
- (영어) 디에네케스의 인류학 블로그(Dienekes' Anthropology blog)

### 전체 DNA 하플로그룹
- 세계 하플로그룹 지도

### Y 염색체 DNA 하플로그룹
- (영어) Y 염색체 컨소시엄(Y Chromosome Consortium)
- (영어) 국제 유전계보학회(International Society of Genetic Genealogy, ISOGG) - Y-DNA 하플로그룹 계보
- (영어) The Y Chromosome Consortium, "A Nomenclature System for the Tree of Human Y-Chromosomal Binary Haplogroups," Genome Research  Volume 12 (2002), pp. 339~348.
- Y-염색체 하플로그룹 변환표(Conversion Table for Y-Chromosome Haplogroups)

### 미토콘드리아 DNA 하플로그룹
- (영어) 필로트리(PhyloTree.org) - 세계 인류 mtDNA 계보
- (영어) 하플로그렙(HaploGrep) - PhyloTree에 기반한 mtDNA 하플로그룹의 분류 보관됨 2016-06-12 - 웨이백 머신
- 도표로 보는 mtDNA 하플로그룹 계보